# La Livinière
Pour vin, voir La-livinière (AOC).
La Livinière est une commune française située dans le sud-ouest du département de l'Hérault, en région Occitanie.
Exposée à un climat méditerranéen, elle est drainée par la Cesse, l'Ognon, le ruisseau de Canet, le ruisseau de l'Aiguille, le ruisseau de Landrogoul, le ruisseau de la Valette et par divers autres petits cours d'eau. Incluse dans le parc naturel régional du Haut-Languedoc, la commune possède un patrimoine naturel remarquable : deux sites Natura 2000 (les « causses du Minervois » et le « Minervois ») et trois zones naturelles d'intérêt écologique, faunistique et floristique.
La Livinière est une commune rurale qui compte 526 habitants en 2022, après avoir connu un pic de population de 1 253 habitants en 1831. Ses habitants sont appelés les Livinièrois et Livinièroises.

## Géographie

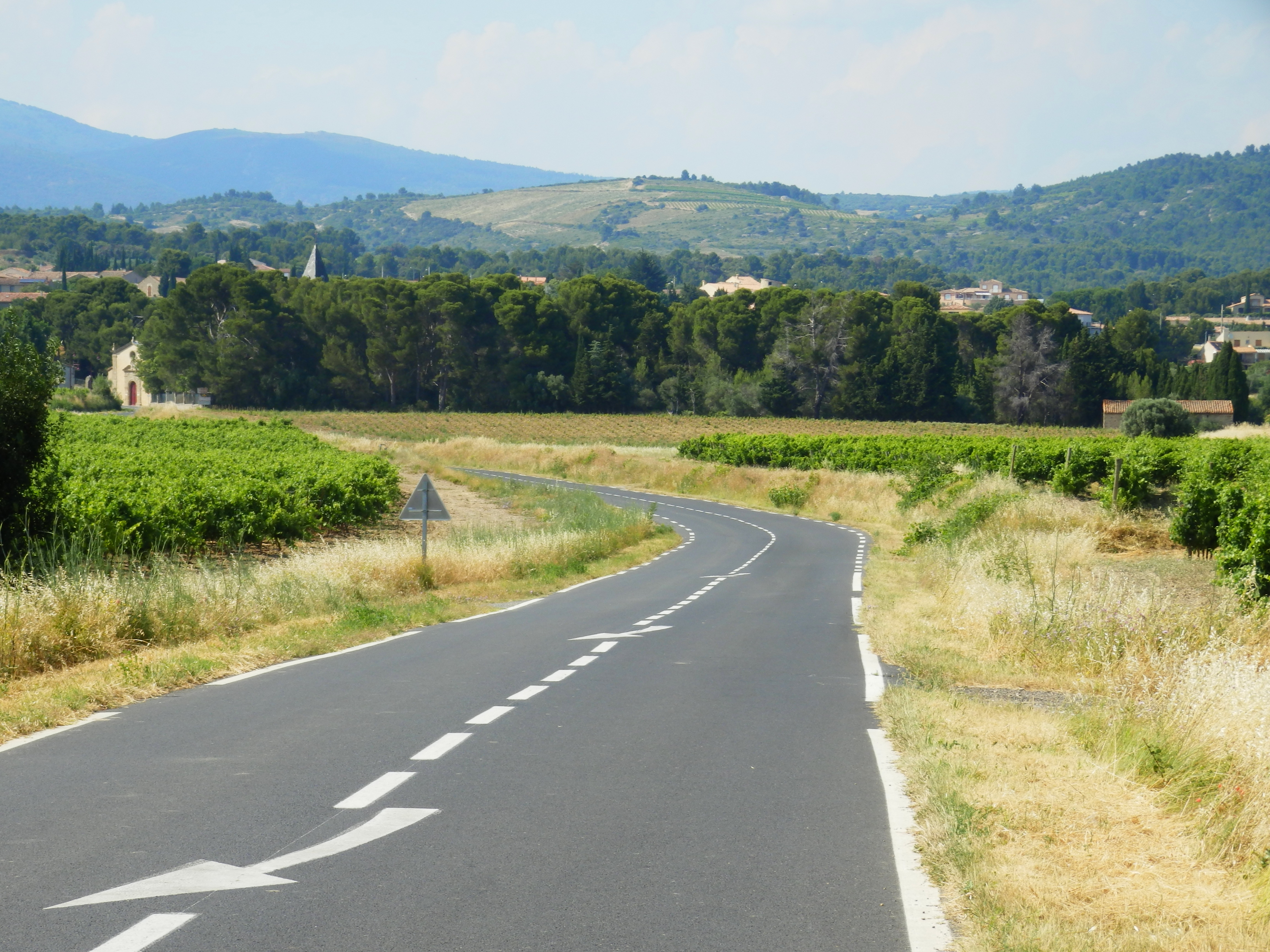
La D 12 à proximité de La Livinière.
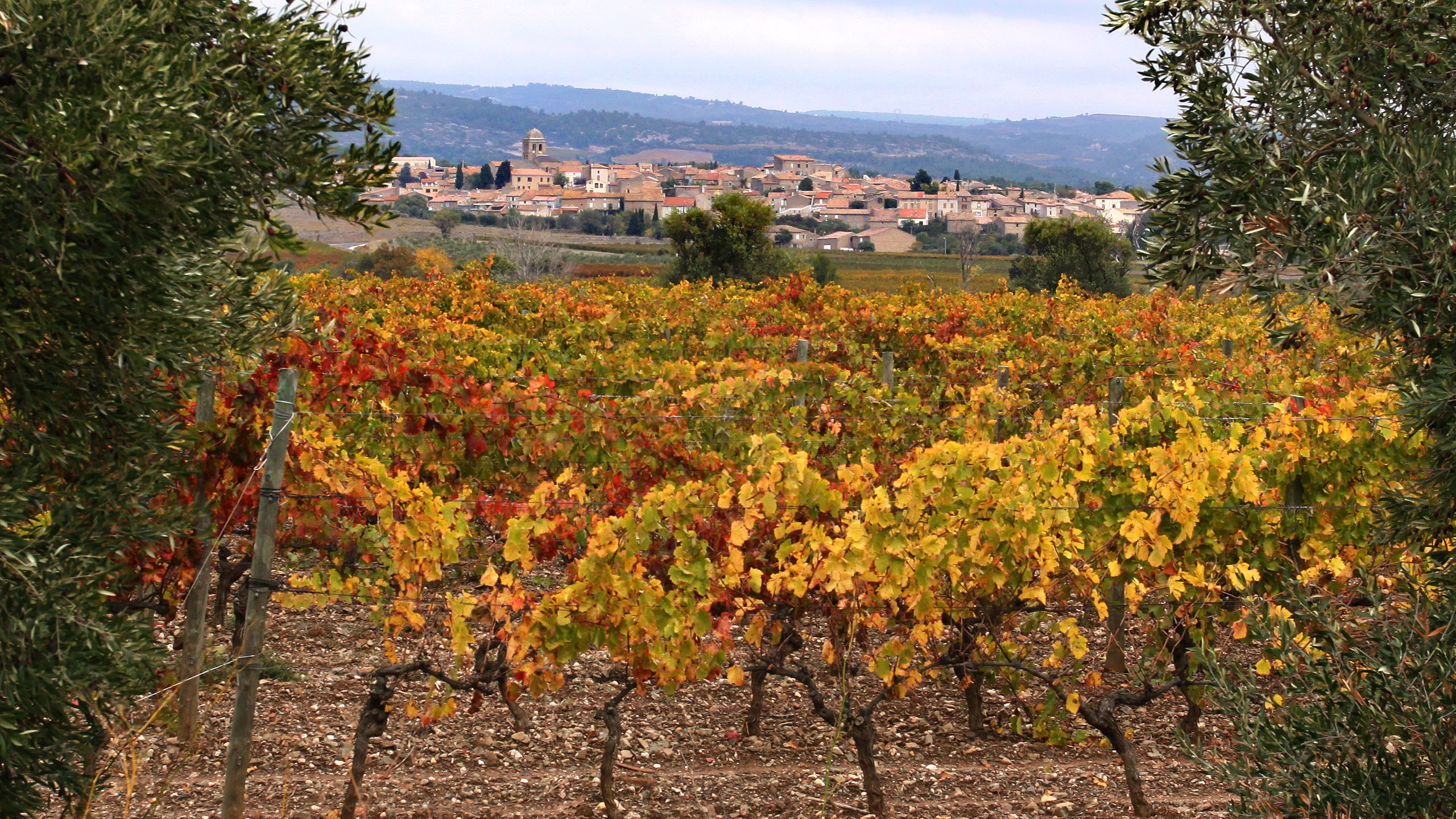
Le village en automne.
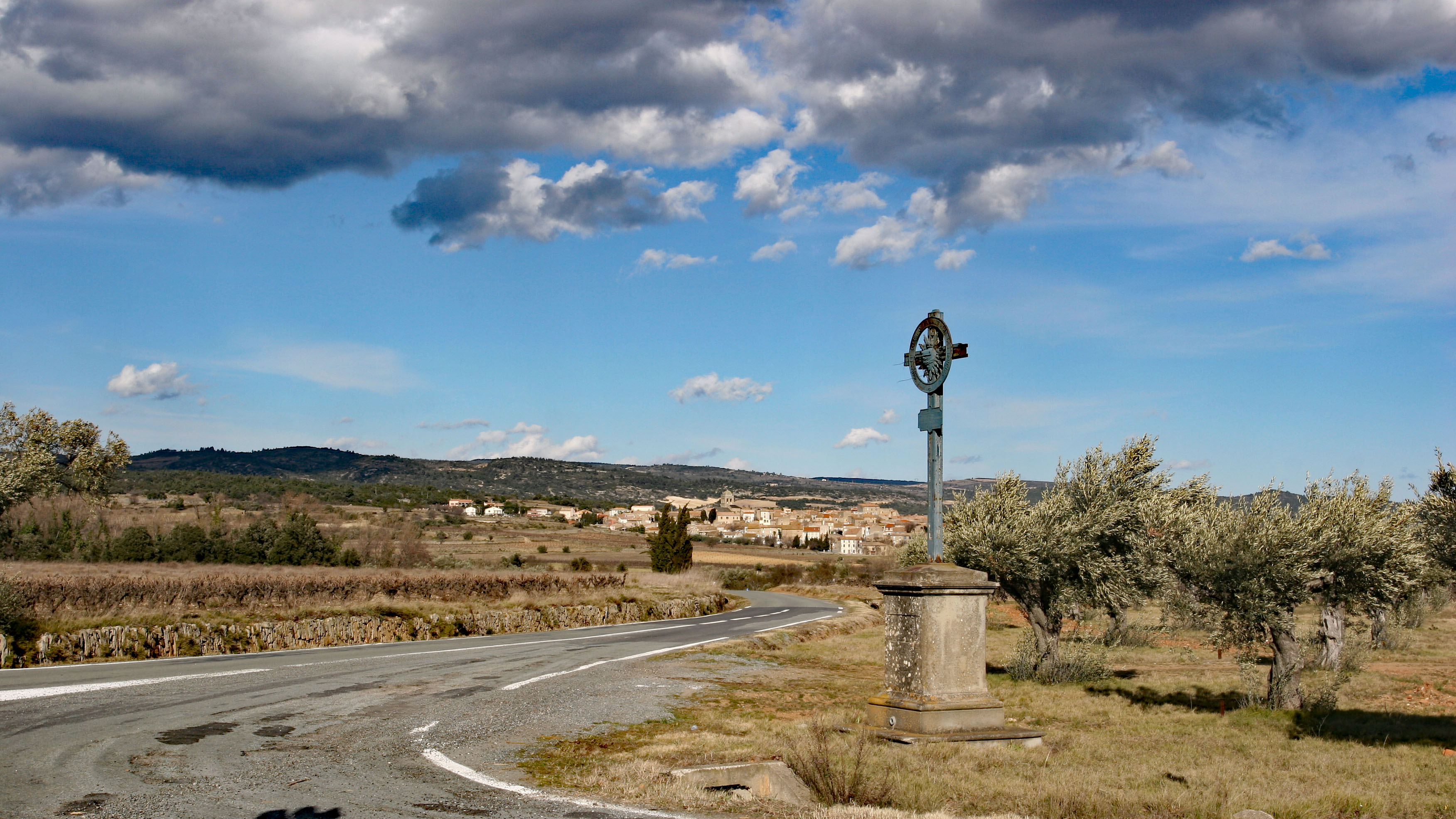
La route de la Livinière.
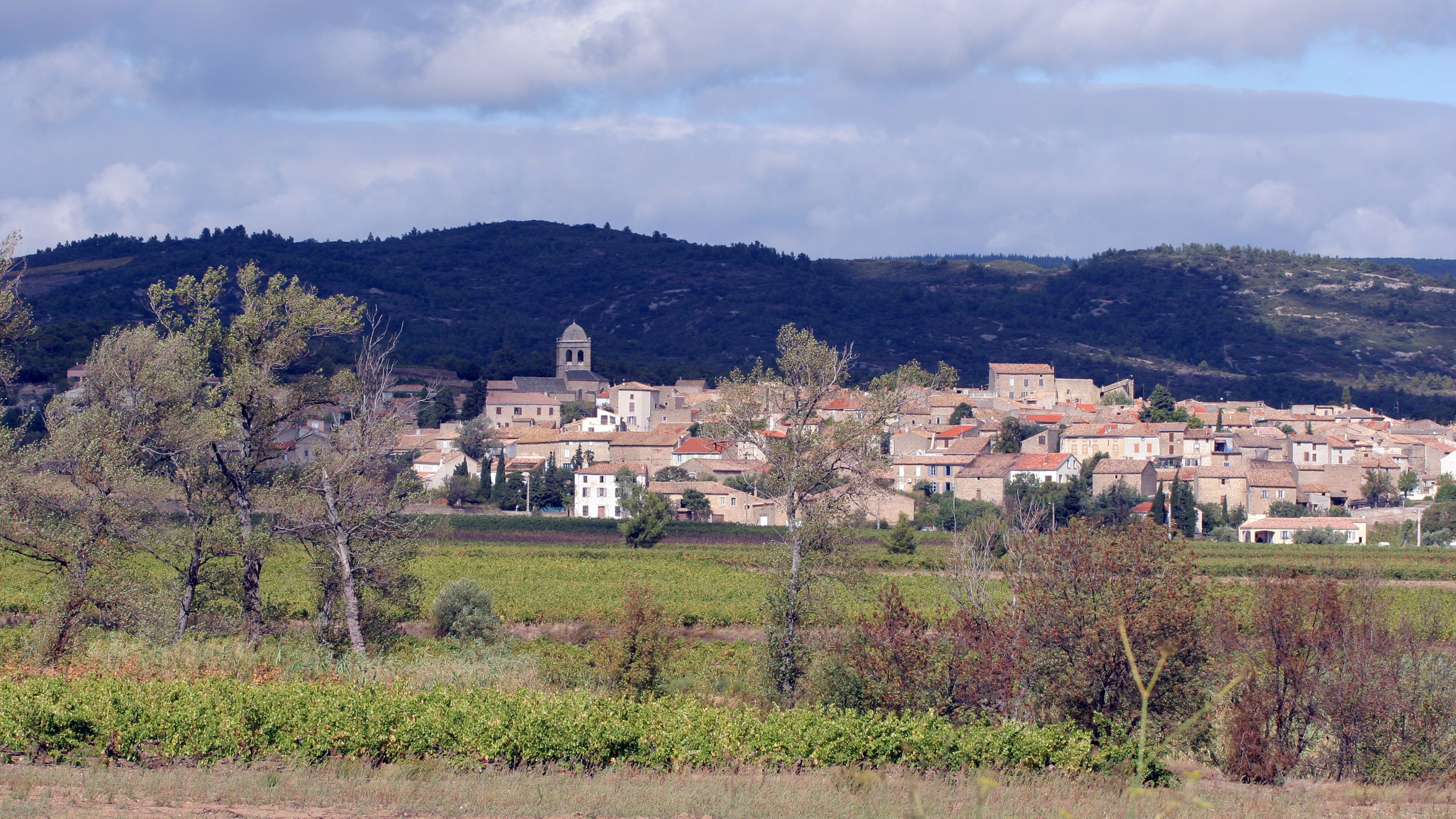
La Livinière.

### Localisation
La commune est limitrophe du département de l'Aude.

### Communes limitrophes
Les communes limitrophes sont  Azille, Boisset, Cassagnoles, Ferrals-les-Montagnes, Félines-Minervois, Minerve, Peyriac-Minervois, Rieux-Minervois et Siran.
| Cassagnoles              | Ferrals-les-Montagnes  | Boisset, Minerve |
| Félines-Minervois        | La Livinière           | Siran            |
| Peyriac-Minervois (Aude) | Rieux-Minervois (Aude) | Azille (Aude)    |

### Climat
Pour des articles plus généraux, voir Climat de l'Occitanie et Climat de l'Hérault.
En 2010, le climat de la commune est de type climat méditerranéen franc, selon une étude s'appuyant sur une série de données couvrant la période 1971-2000. En 2020, Météo-France publie une typologie des climats de la France métropolitaine dans laquelle la commune est exposée à un climat méditerranéen et est dans la région climatique  Provence, Languedoc-Roussillon, caractérisée par une pluviométrie faible en été, un très bon ensoleillement (2 600 h/an), un été chaud (21,5 °C), un air très sec en été, sec en toutes saisons, des vents forts (fréquence de 40 à 50 % de vents > 5 m/s) et peu de brouillards.
Pour la période 1971-2000, la température annuelle moyenne est de 14,4 °C, avec une amplitude thermique annuelle de 16,1 °C. Le cumul annuel moyen de précipitations est de 742 mm, avec 8,1 jours de précipitations en janvier et 3,5 jours en juillet. Pour la période 1991-2020, la température moyenne annuelle observée sur la station météorologique la plus proche, située sur la commune de Caunes-Minervois à 9 km à vol d'oiseau, est de 13,9 °C et le cumul annuel moyen de précipitations est de 768,1 mm,. Pour l'avenir, les paramètres climatiques de la commune estimés pour 2050 selon différents scénarios d’émission de gaz à effet de serre sont consultables sur un site dédié publié par Météo-France en novembre 2022.

### Milieux naturels et biodiversité

#### Espaces protégés
La protection réglementaire est le mode d’intervention le plus fort pour préserver des espaces naturels remarquables et leur biodiversité associée,.
Un  espace protégé est présent sur la commune : 
le parc naturel régional du Haut-Languedoc, créé en 1973 et d'une superficie de 307 184 ha, qui s'étend sur 118 communes et deux départements. Implanté de part et d’autre de la ligne de partage des eaux entre Océan Atlantique et mer Méditerranée, ce territoire est un véritable balcon dominant les plaines viticoles du Languedoc et les étendues céréalières du Lauragais,.

#### Réseau Natura 2000

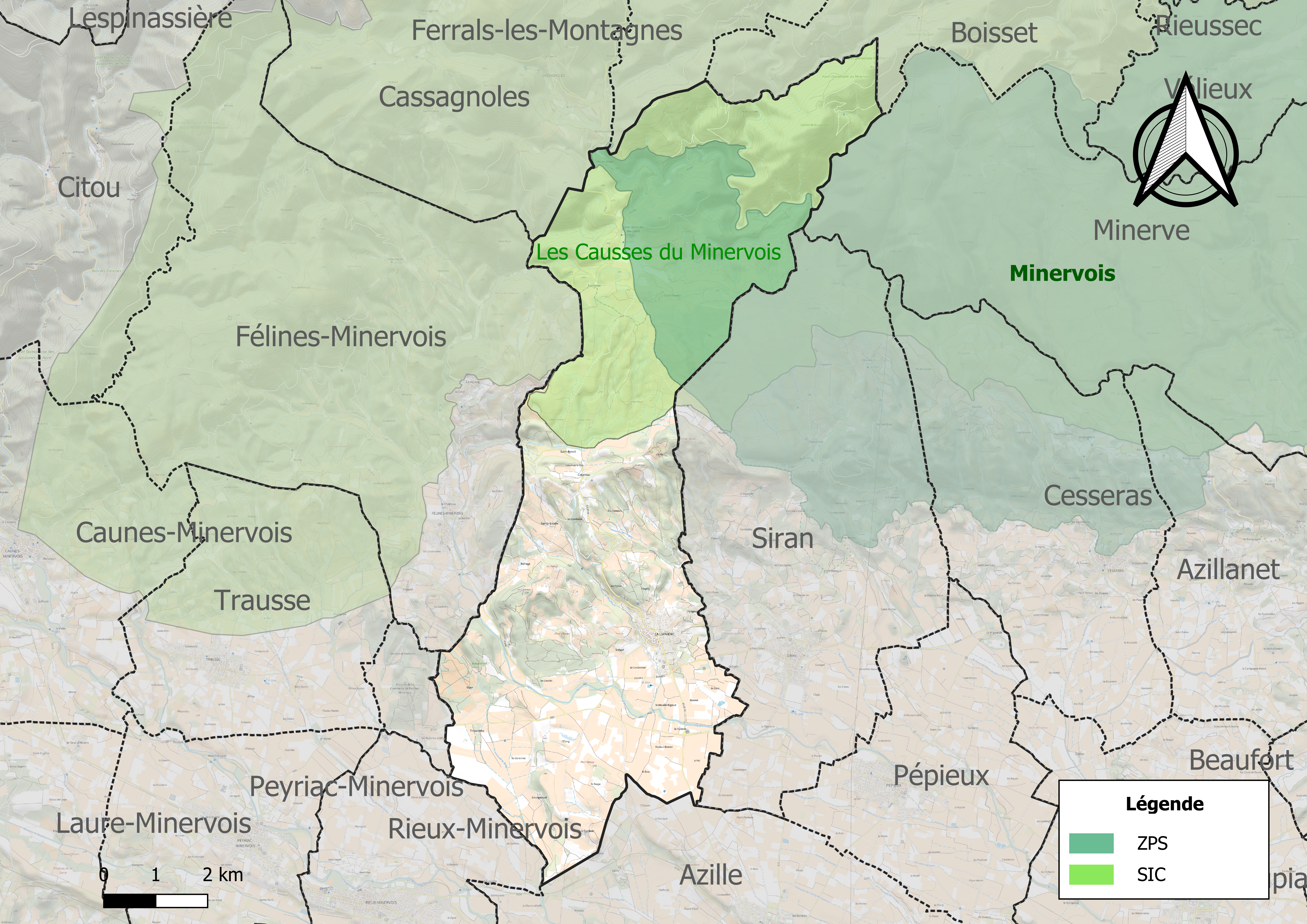
Site Natura 2000 sur le territoire communal.

Le réseau Natura 2000 est un réseau écologique européen de sites naturels d'intérêt écologique élaboré à partir des directives habitats et oiseaux, constitué de zones spéciales de conservation (ZSC) et de zones de protection spéciale (ZPS).
Un site Natura 2000 a été défini sur la commune au titre de la directive habitats :
- « les causses du Minervois », d'une superficie de 21 805 ha, importants pour la conservation des gîtes et zones de chasse des chauves-souris cavernicoles que sont le Rhinolophe euryale, le Minioptère de Schreibers et le Murin de Capaccini[15]

et un au titre de la directive oiseaux : 
- le « Minervois », d'une superficie de 24 820 ha, retenu pour la conservation de rapaces de l'annexe I de la directive oiseaux, en particulier l'Aigle de Bonelli et l'Aigle royal. Mais le Busard cendré, le Circaète Jean-le-Blanc et le Grand-Duc sont également des espèces à enjeu pour ce territoire[16].

#### Zones naturelles d'intérêt écologique, faunistique et floristique
L’inventaire des zones naturelles d'intérêt écologique, faunistique et floristique (ZNIEFF) a pour objectif de réaliser une couverture des zones les plus intéressantes sur le plan écologique, essentiellement dans la perspective d’améliorer la connaissance du patrimoine naturel national et de fournir aux différents décideurs un outil d’aide à la prise en compte de l’environnement dans l’aménagement du territoire.
Une ZNIEFF de type 1 est recensée sur la commune :
les « gorges de la Cesse » (977 ha), couvrant 5 communes du département et deux ZNIEFF de type 2, : 
- le « Haut Minervois » (21 605 ha), couvrant 26 communes dont cinq dans l'Aude et 21 dans l'Hérault[19] ;
- la « montagne noire centrale » (34 724 ha), couvrant 27 communes du département[20].

Carte des ZNIEFF de type 1 et 2 à La Livinière.
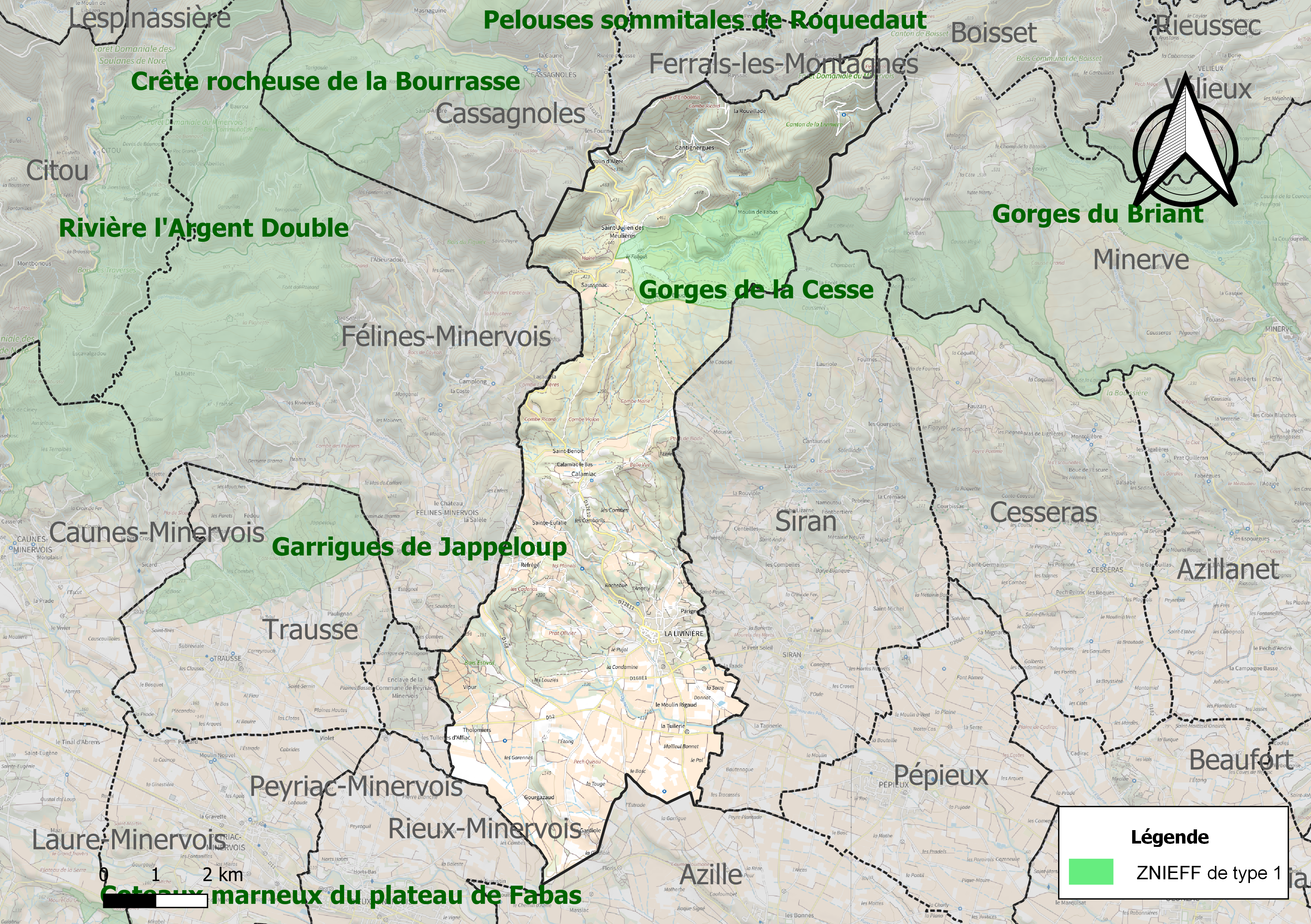
Carte de la ZNIEFF de type 1 sur la commune.
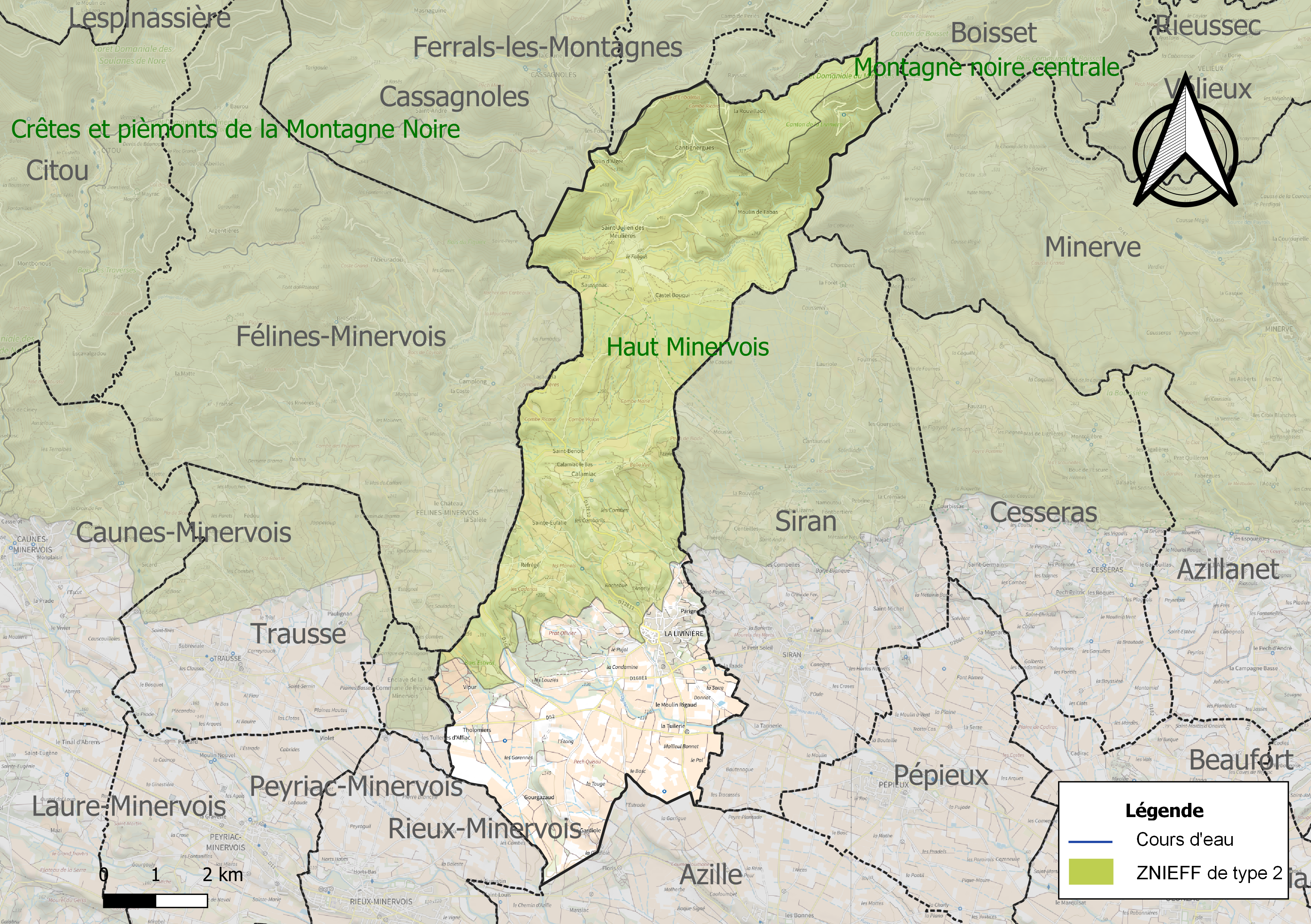
Carte des ZNIEFF de type 2 sur la commune.

## Urbanisme

### Typologie
Au 1er janvier 2024, La Livinière est catégorisée commune rurale à habitat dispersé, selon la nouvelle grille communale de densité à sept niveaux définie par l'Insee en 2022.
Elle est située hors unité urbaine et hors attraction des villes,.

### Occupation des sols
L'occupation des sols de la commune, telle qu'elle ressort de la base de données européenne d’occupation biophysique des sols Corine Land Cover (CLC), est marquée par l'importance des forêts et milieux semi-naturels (49,5 % en 2018), une proportion sensiblement équivalente à celle de 1990 (48,8 %). La répartition détaillée en 2018 est la suivante : 
cultures permanentes (36,6 %), milieux à végétation arbustive et/ou herbacée (25,6 %), forêts (23,8 %), zones agricoles hétérogènes (11,6 %), zones urbanisées (1,4 %), prairies (0,9 %). L'évolution de l’occupation des sols de la commune et de ses infrastructures peut être observée sur les différentes représentations cartographiques du territoire : la carte de Cassini (XVIIIe siècle), la carte d'état-major (1820-1866) et les cartes ou photos aériennes de l'IGN pour la période actuelle (1950 à aujourd'hui).

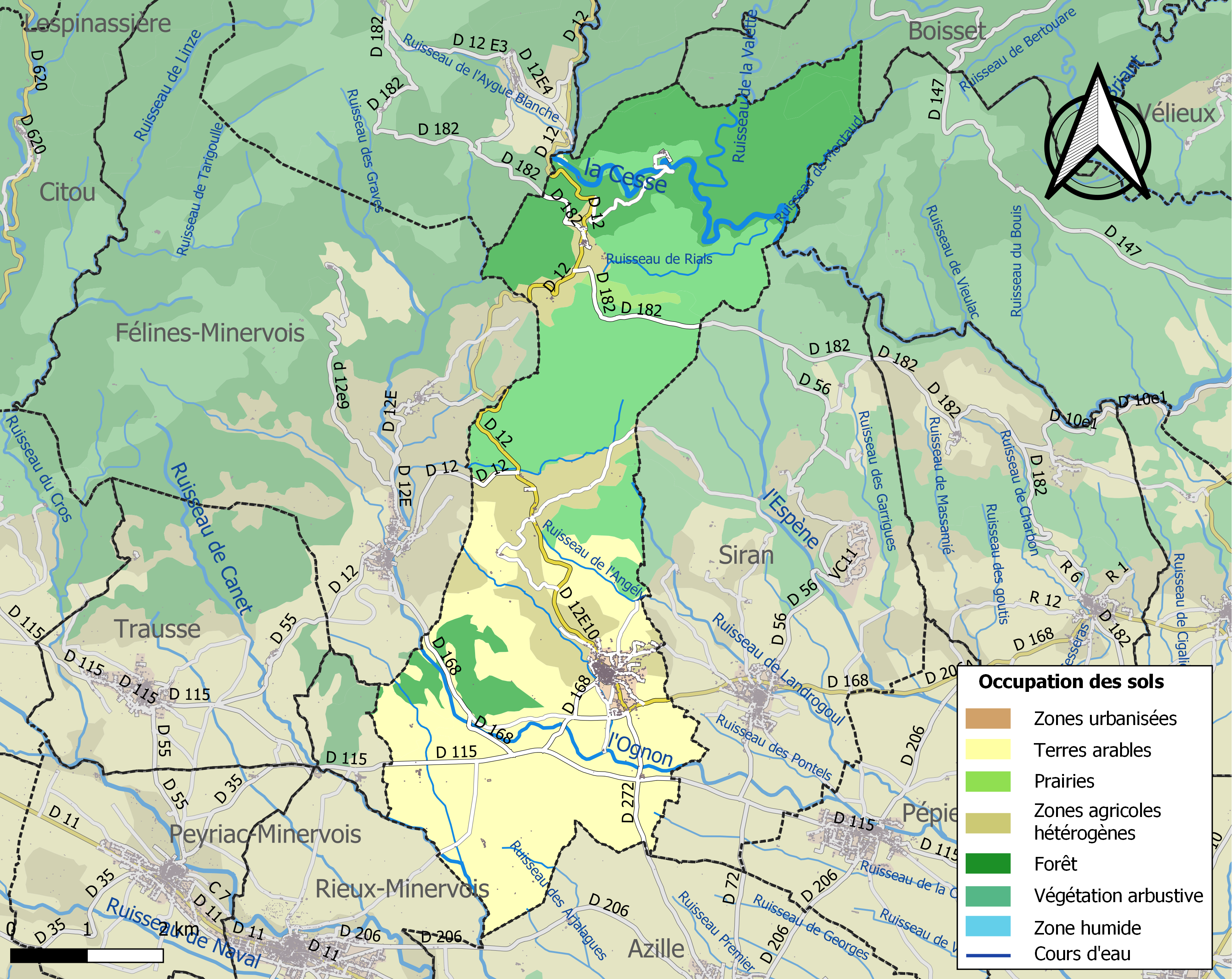
Carte des infrastructures et de l'occupation des sols de la commune en 2018 (CLC).

### Risques majeurs
Le territoire de la commune de La Livinière est vulnérable à différents aléas naturels : météorologiques (tempête, orage, neige, grand froid, canicule ou sécheresse), inondations, feux de forêts et séisme (sismicité très faible). Il est également exposé à un risque technologique,  le transport de matières dangereuses, et à deux risques particuliers : le risque minier et le risque de radon. Un site publié par le BRGM permet d'évaluer simplement et rapidement les risques d'un bien localisé soit par son adresse soit par le numéro de sa parcelle.

#### Risques naturels
Certaines parties du territoire communal sont susceptibles d’être affectées par le risque d’inondation par débordement de cours d'eau, notamment la Cesse, le ruisseau de Canet et l'Ognon. La commune a été reconnue en état de catastrophe naturelle au titre des dommages causés par les inondations et coulées de boue survenues en 1982, 1995, 1996, 1999, 2001, 2005, 2017 et 2018,.
La Livinière est exposée au risque de feu de forêt. Un plan départemental de protection des forêts contre les incendies (PDPFCI) a été approuvé en juin 2013 et court jusqu'en 2022, où il doit être renouvelé. Les mesures individuelles de prévention contre les incendies sont précisées par deux arrêtés préfectoraux et s’appliquent dans les zones exposées aux incendies de forêt et à moins de 200 mètres de celles-ci. L’arrêté du 25 avril 2002 réglemente l'emploi du feu en interdisant notamment d’apporter du feu, de fumer et de jeter des mégots de cigarette dans les espaces sensibles et sur les voies qui les traversent sous peine de sanctions. L'arrêté du 11 mars 2013 rend le débroussaillement obligatoire, incombant au propriétaire ou ayant droit,.

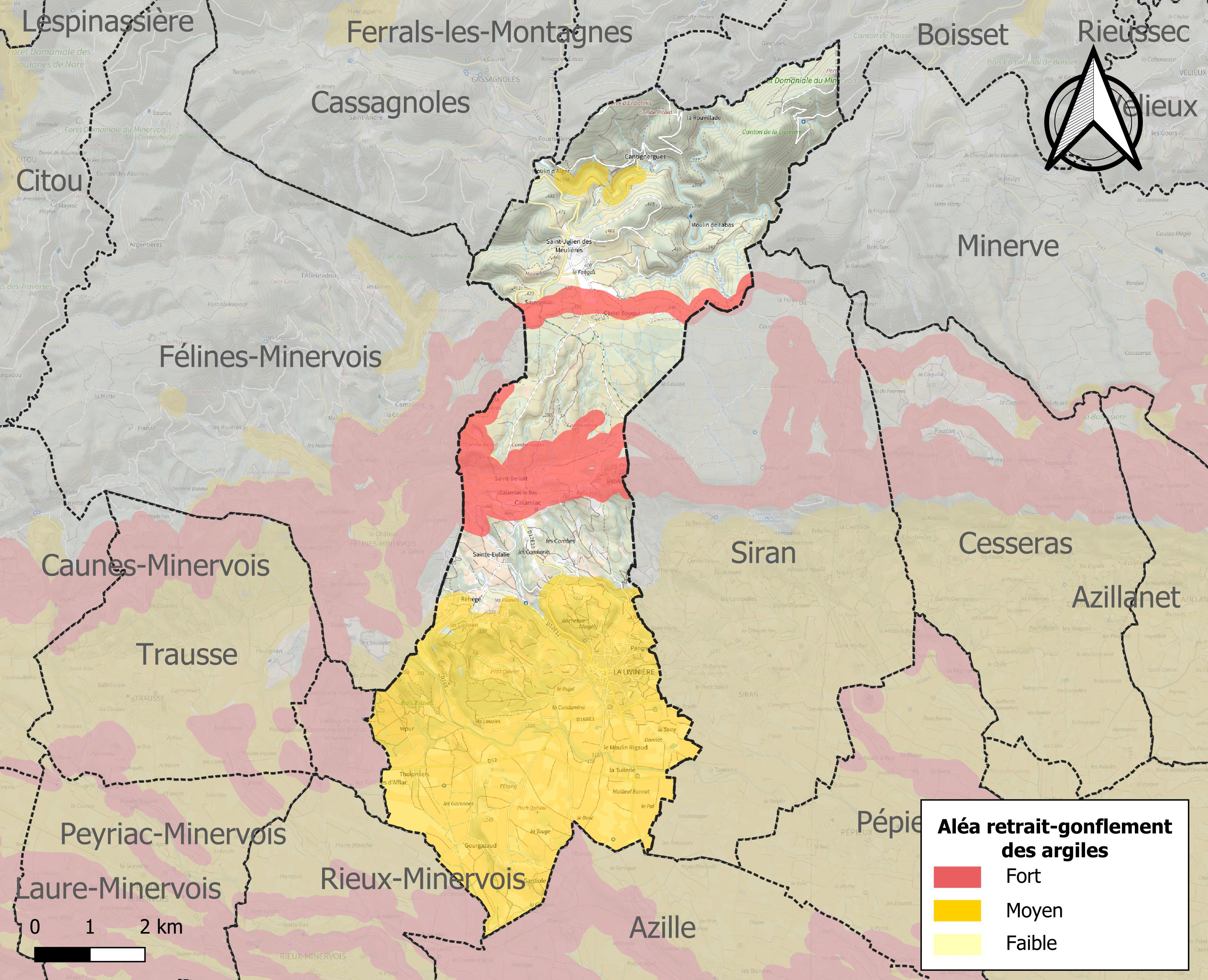
Carte des zones d'aléa retrait-gonflement des sols argileux de La Livinière.

Le retrait-gonflement des sols argileux est susceptible d'engendrer des dommages importants aux bâtiments en cas d’alternance de périodes de sécheresse et de pluie. 53,1 % de la superficie communale est en aléa moyen ou fort (59,3 % au niveau départemental et 48,5 % au niveau national). Sur les 484 bâtiments dénombrés sur la commune en 2019, 443 sont en aléa moyen ou fort, soit 92 %, à comparer aux 85 % au niveau départemental et 54 % au niveau national. Une cartographie de l'exposition du territoire national au retrait gonflement des sols argileux est disponible sur le site du BRGM,.
Par ailleurs, afin de mieux appréhender le risque d’affaissement de terrain, l'inventaire national des cavités souterraines permet de localiser celles situées sur la commune.

#### Risques technologiques
Le risque de transport de matières dangereuses sur la commune est lié à sa traversée par des infrastructures routières ou ferroviaires importantes ou la présence d'une canalisation de transport d'hydrocarbures. Un accident se produisant sur de telles infrastructures est susceptible d’avoir des effets graves sur les biens, les personnes ou l'environnement, selon la nature du matériau transporté. Des dispositions d’urbanisme peuvent être préconisées en conséquence.

#### Risque particulier
L’étude Scanning de Géodéris réalisée en 2008 a établi pour le département de l’Hérault une identification rapide des zones de risques miniers liés à l’instabilité des terrains.  Elle a été complétée en 2015 par une étude approfondie sur les anciennes exploitations minières du bassin houiller de Graissessac et du district polymétallique de Villecelle. La commune est ainsi concernée par le risque minier, principalement lié à l’évolution des cavités souterraines laissées à l’abandon et sans entretien après l’exploitation des mines.
Dans plusieurs parties du territoire national, le radon, accumulé dans certains logements ou autres locaux, peut constituer une source significative d’exposition de la population aux rayonnements ionisants. Certaines communes du département sont concernées par le risque radon à un niveau plus ou moins élevé. Selon la classification de 2018, la commune de La Livinière est classée en zone 2, à savoir zone à potentiel radon faible mais sur lesquelles des facteurs géologiques particuliers peuvent faciliter le transfert du radon vers les bâtiments.

## Toponymie
La première mention remonte à l'an 1069 sous la forme de Lavineira castrum, « lieu planté de vignes ».

## Histoire
La Livinière de l'occitan vinièra (vigne) s'appelait Livineira en 1069 et prit son nom actuel en 1688.
Il y a 2 000 ans, les Romains plantèrent les premières vignes dans la future région du Minerve.
Depuis 1999, l'appellation Minervois-la-livinière, produisant des vins rouges de qualité, a été accordée à cinq communes des contreforts de la Montagne Noire.
Au Moyen Âge, Bernard-Aton obtient allégeance de La Livinière, contribuant à augmenter la puissance de la famille des Trencavel, alors parmi les seigneurs méridionaux les plus puissants après le comte de Toulouse.
À partir de 1318, La Livinière fait partie du diocèse de Saint-Pons. Elle est alors inféodée à la baronnie de Rieux.

## Politique et administration
| Période                                  | Période                    | Identité               | Étiquette | Qualité  |
| ---------------------------------------- | -------------------------- | ---------------------- | --------- | -------- |
| 1947                                     | 1971                       | Roger Bourgin          |           |          |
| 1971                                     | mars 2001                  | Albert Lignières       | DVD       |          |
| mars 2001                                | mars 2008                  | Jacques Le Camus       |           |          |
| mars 2008                                | En cours (au 28 juin 2020) | Pierre-André Pedesseau | SE        | Retraité |
| Les données manquantes sont à compléter. |                            |                        |           |          |

## Démographie
L'évolution du nombre d'habitants est connue à travers les recensements de la population effectués dans la commune depuis 1793. Pour les communes de moins de 10 000 habitants, une enquête de recensement portant sur toute la population est réalisée tous les cinq ans, les populations de référence des années intermédiaires étant quant à elles estimées par interpolation ou extrapolation. Pour la commune, le premier recensement exhaustif entrant dans le cadre du nouveau dispositif a été réalisé en 2008.

En 2022, la commune comptait 526 habitants, en évolution de −3,31 % par rapport à 2016 (Hérault : +7,49 %, France hors Mayotte : +2,11 %).
| 1793 | 1800 | 1806  | 1821  | 1831  | 1836  | 1841  | 1846  | 1851  |
| ---- | ---- | ----- | ----- | ----- | ----- | ----- | ----- | ----- |
| 842  | 993  | 1 030 | 1 139 | 1 253 | 1 171 | 1 163 | 1 116 | 1 137 |

| 1856  | 1861  | 1866  | 1872 | 1876  | 1881  | 1886  | 1891  | 1896  |
| ----- | ----- | ----- | ---- | ----- | ----- | ----- | ----- | ----- |
| 1 131 | 1 034 | 1 026 | 960  | 1 073 | 1 206 | 1 161 | 1 028 | 1 026 |

| 1901  | 1906  | 1911  | 1921  | 1926  | 1931 | 1936 | 1946 | 1954 |
| ----- | ----- | ----- | ----- | ----- | ---- | ---- | ---- | ---- |
| 1 061 | 1 068 | 1 026 | 1 036 | 1 008 | 962  | 886  | 731  | 670  |

| 1962 | 1968 | 1975 | 1982 | 1990 | 1999 | 2006 | 2008 | 2013 |
| ---- | ---- | ---- | ---- | ---- | ---- | ---- | ---- | ---- |
| 709  | 682  | 567  | 512  | 506  | 588  | 558  | 549  | 552  |

| 2018 | 2022 | - | - | - | - | - | - | - |
| ---- | ---- | - | - | - | - | - | - | - |
| 521  | 526  | - | - | - | - | - | - | - |

## L'olivier
Si la culture de la vigne est importante dans l'histoire de La Livinière, la culture de l'olivier, de nos jours, est importante.
Le 30 avril 2016, l'association « les Amis de l'Olivier de La Livinière » organise un premier bar à huiles. Avec 10 000 oliviers présent sur le territoire communal, les professionnels du secteur partagent leurs savoirs sur la diversité des huiles produites.

## Économie

### Revenus
En 2018, la commune compte 230 ménages fiscaux, regroupant 466 personnes. La médiane du revenu disponible par unité de consommation est de 16 980 € (20 330 € dans le département).

### Emploi
|                | 2008   | 2013   | 2018   |
| -------------- | ------ | ------ | ------ |
| Commune        | 11,5 % | 14,2 % | 11,2 % |
| Département    | 10,1 % | 11,9 % | 12 %   |
| France entière | 8,3 %  | 10 %   | 10 %   |

En 2018, la population âgée de 15 à 64 ans s'élève à 286 personnes, parmi lesquelles on compte 69,6 % d'actifs (58,4 % ayant un emploi et 11,2 % de chômeurs) et 30,4 % d'inactifs,. En  2018, le taux de chômage communal (au sens du recensement) des 15-64 ans est inférieur à celui du département, mais supérieur à celui de la France, alors qu'en 2008 il était supérieur à celui du département.
La commune est hors attraction des villes,. Elle compte 177 emplois en 2018, contre 162 en 2013 et 149 en 2008. Le nombre d'actifs ayant un emploi résidant dans la commune est de 179, soit un indicateur de concentration d'emploi de 98,9 % et un taux d'activité parmi les 15 ans ou plus de 49,1 %.
Sur ces 179 actifs de 15 ans ou plus ayant un emploi, 71 travaillent dans la commune, soit 40 % des habitants. Pour se rendre au travail, 77,1 % des habitants utilisent un véhicule personnel ou de fonction à quatre roues, 2,2 % les transports en commun, 9 % s'y rendent en deux-roues, à vélo ou à pied et 11,7 % n'ont pas besoin de transport (travail au domicile).

### Activités hors agriculture

#### Secteurs d'activités
53 établissements sont implantés  à la Livinière au 31 décembre 2019. Le tableau ci-dessous en détaille le nombre par secteur d'activité et compare les ratios avec ceux du département,.
| Secteur d'activité                                                                                        | Commune | Commune | Département |
| Secteur d'activité                                                                                        | Nombre  | %       | %           |
| --- | ------- | ------- | ----------- |
| Ensemble                                                                                                  | 53      |         |             |
| Industrie manufacturière, industries extractives et autres                                                | 3       | 5,7 %   | (6,7 %)     |
| Construction                                                                                              | 6       | 11,3 %  | (14,1 %)    |
| Commerce de gros et de détail, transports, hébergement et restauration                                    | 19      | 35,8 %  | (28 %)      |
| Information et communication                                                                              | 2       | 3,8 %   | (3,3 %)     |
| Activités immobilières                                                                                    | 5       | 9,4 %   | (5,3 %)     |
| Activités spécialisées, scientifiques et techniques et activités de services administratifs et de soutien | 11      | 20,8 %  | (17,1 %)    |
| Administration publique, enseignement, santé humaine et action sociale                                    | 4       | 7,5 %   | (14,2 %)    |
| Autres activités de services                                                                              | 3       | 5,7 %   | (8,1 %)     |

Le secteur du commerce de gros et de détail, des transports, de l'hébergement et de la restauration est prépondérant sur la commune puisqu'il représente 35,8 % du nombre total d'établissements de la commune (19 sur les 53 entreprises implantées à La Livinière), contre 28 % au niveau départemental.

#### Entreprises et commerces
Les deux entreprises ayant leur siège social sur le territoire communal qui génèrent le plus de chiffre d'affaires en 2020 sont : 
- La Siraniere, culture de la vigne (77 k€)
- SARL Domaine De La Pinsonniere, hébergement touristique et autre hébergement de courte durée (46 k€)

### Agriculture
La commune est dans le « Minervois », une petite région agricole occupant une petite partie du sud-ouest du département de l'Hérault. En 2020, l'orientation technico-économique de l'agriculture  sur la commune est la viticulture.
|               | 1988 | 2000  | 2010 | 2020  |
| ------------- | ---- | ----- | ---- | ----- |
| Exploitations | 80   | 70    | 49   | 48    |
| SAU (ha)      | 932  | 1 024 | 879  | 1 101 |

Le nombre d'exploitations agricoles en activité et ayant leur siège dans la commune est passé de 80 lors du recensement agricole de 1988  à 70 en 2000 puis à 49 en 2010 et enfin à 48 en 2020, soit une baisse de 40 % en 32 ans. Le même mouvement est observé à l'échelle du département qui a perdu pendant cette période 67 % de ses exploitations,. La surface agricole utilisée sur la commune est restée relativement stable, passant de 932 ha en 1988 à 1101 ha en 2020. Parallèlement la surface agricole utilisée moyenne par exploitation a augmenté, passant de 12 à 23 ha.

## Culture locale et patrimoine

### Lieux et monuments
Au milieu des terres viticoles, existe une carrière, témoin de l'activité passée de La Livinière. D'anciennes meules inachevées, destinées aux moulins de la région, sont encore présentes.
Des dizaines de cabanes en pierre sèche, du nom de « capitelles », encore visibles, ont été édifiées pour servir aux paysans d'abris contre les intempéries dans les parcelles éloignées du village.
La Livinière est aussi connue pour ses fours à chaux, visibles au bord des sentiers.
La basilique Notre-Dame-du-Spasme, également connue comme Notre-Dame des Palmes, inscrite parmi les monuments historiques en 2006, érigée en basilique mineure depuis le 15 juin 1959,.
L'église paroissiale Saint-Étienne de La Livinière, L'édifice a été inscrit au titre des monuments historiques en 2006. Plusieurs objets sont référencés dans la base Palissy (voir les notices liées).
Au nord de la commune, le hameau de Saint-Julien des Meulières abrite le site d'anciennes carrières où l'on fabriquait des meules à grain. Au XVIIe et XVIIIe siècles Sain-Julien est l'une des plus grandes meulières du sud de la France, Buffon lui consacre deux pages dans son "Histoire naturelle des minéraux".Le remarquable sentier le "la pierre à pain" au bord de la RD 182, retrace l'histoire du site.

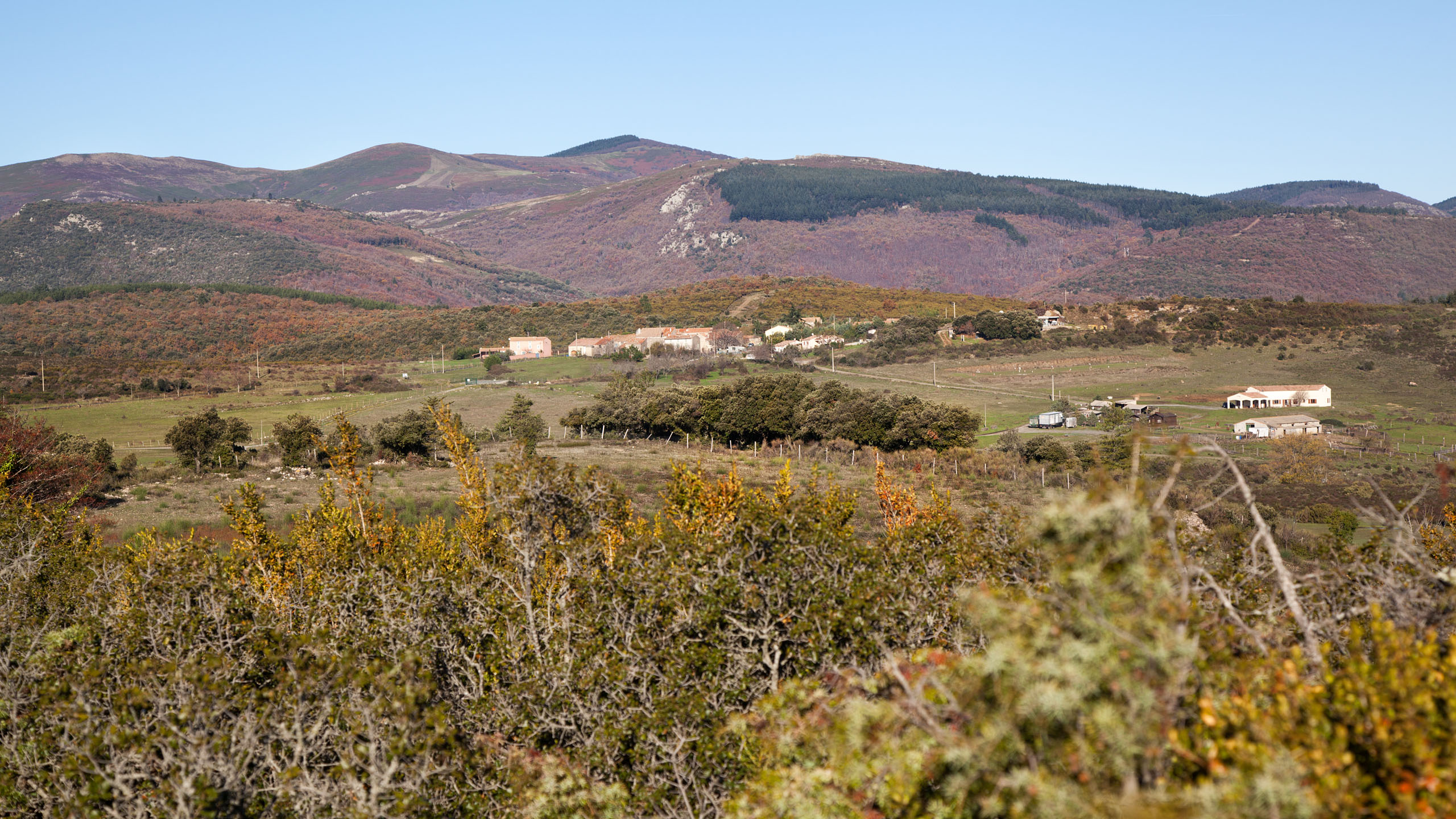
Le hameau de Saint Julien des Meulières.
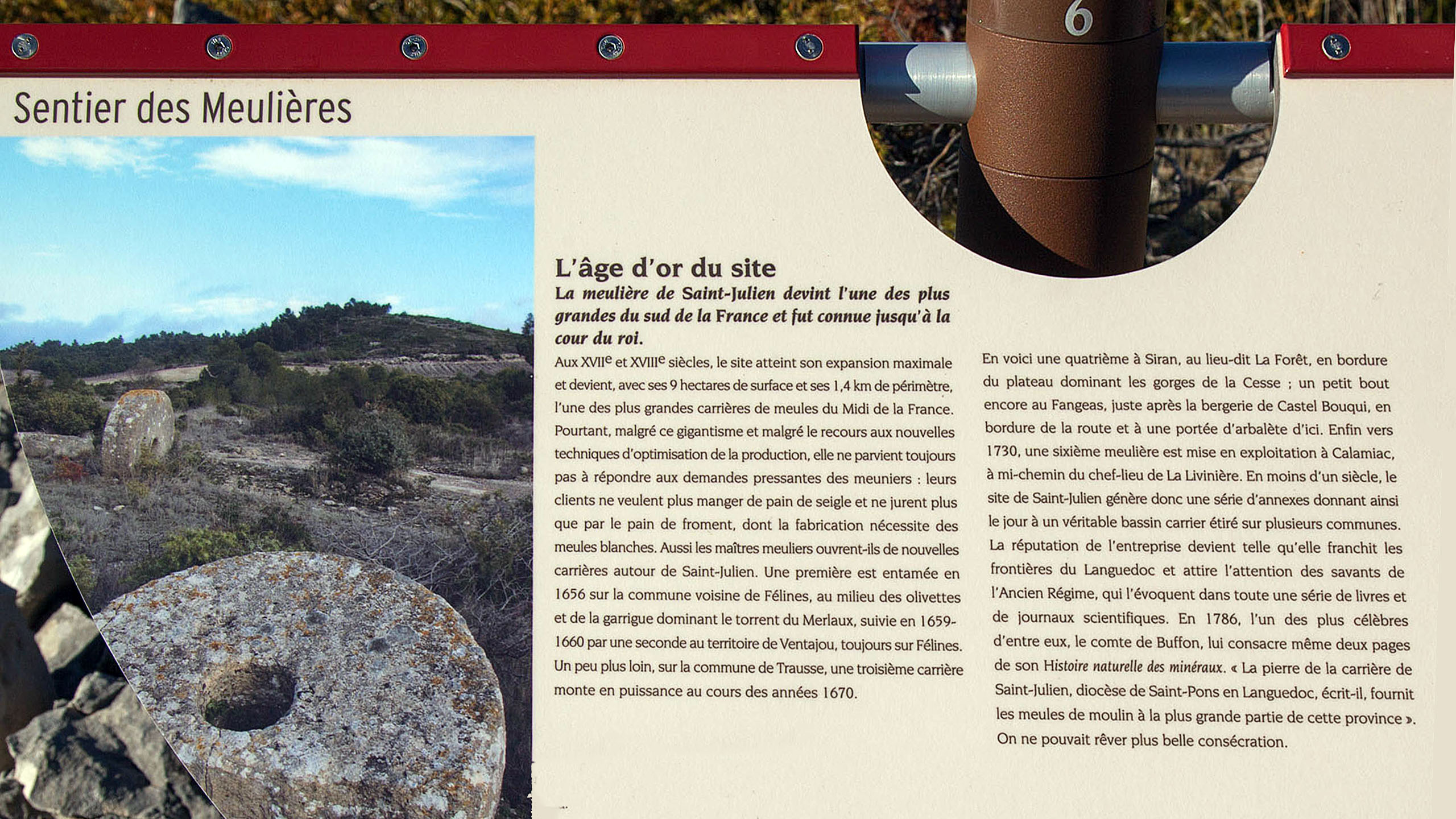
Le sentier de découverte.
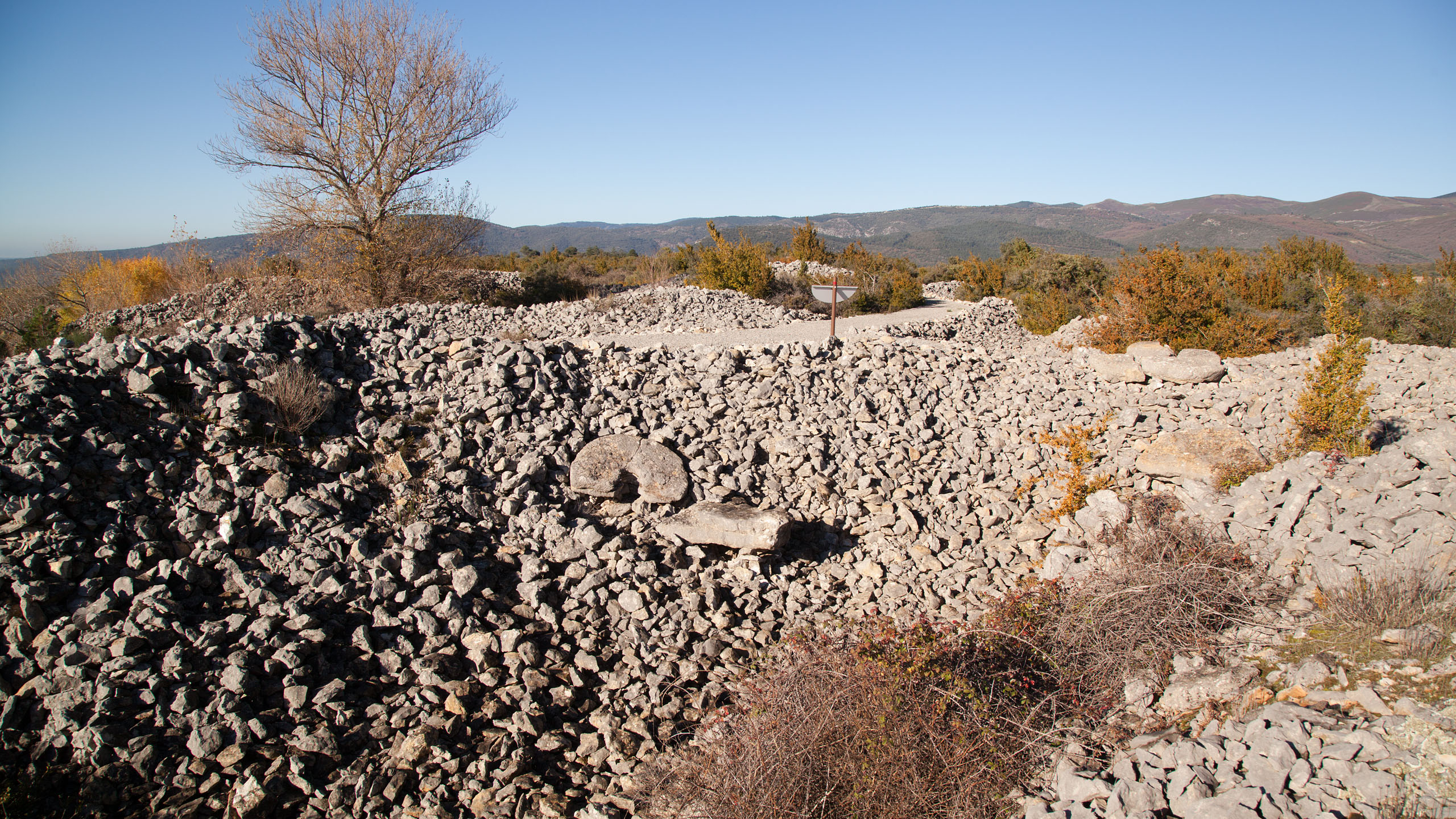
La carrière de pierre à meules.
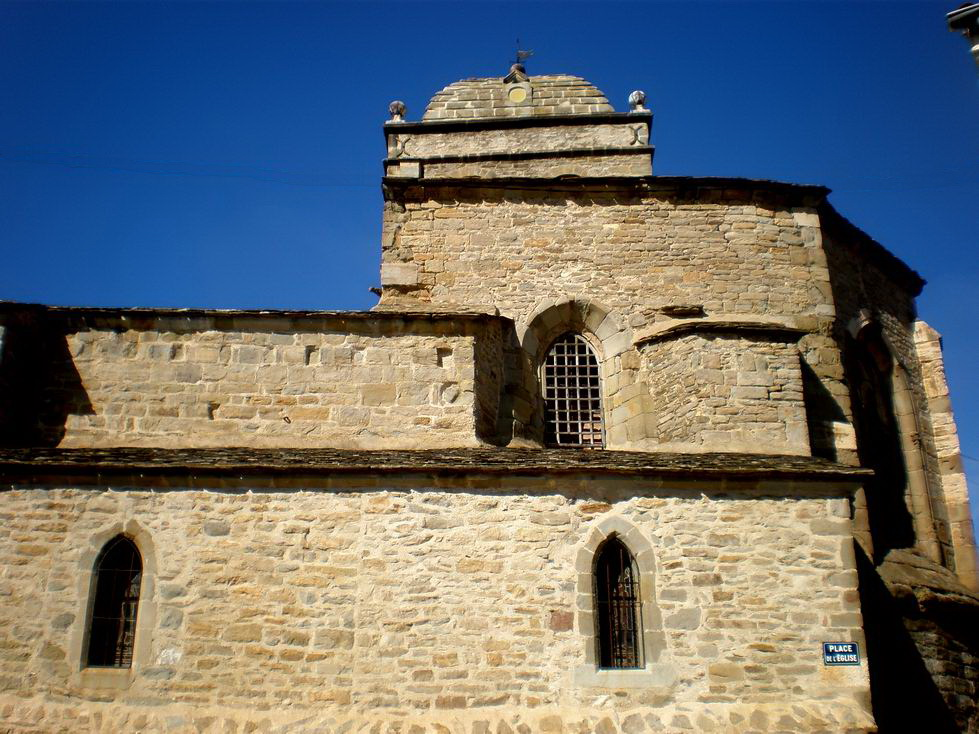
L'église Saint-Étienne de La Livinière.
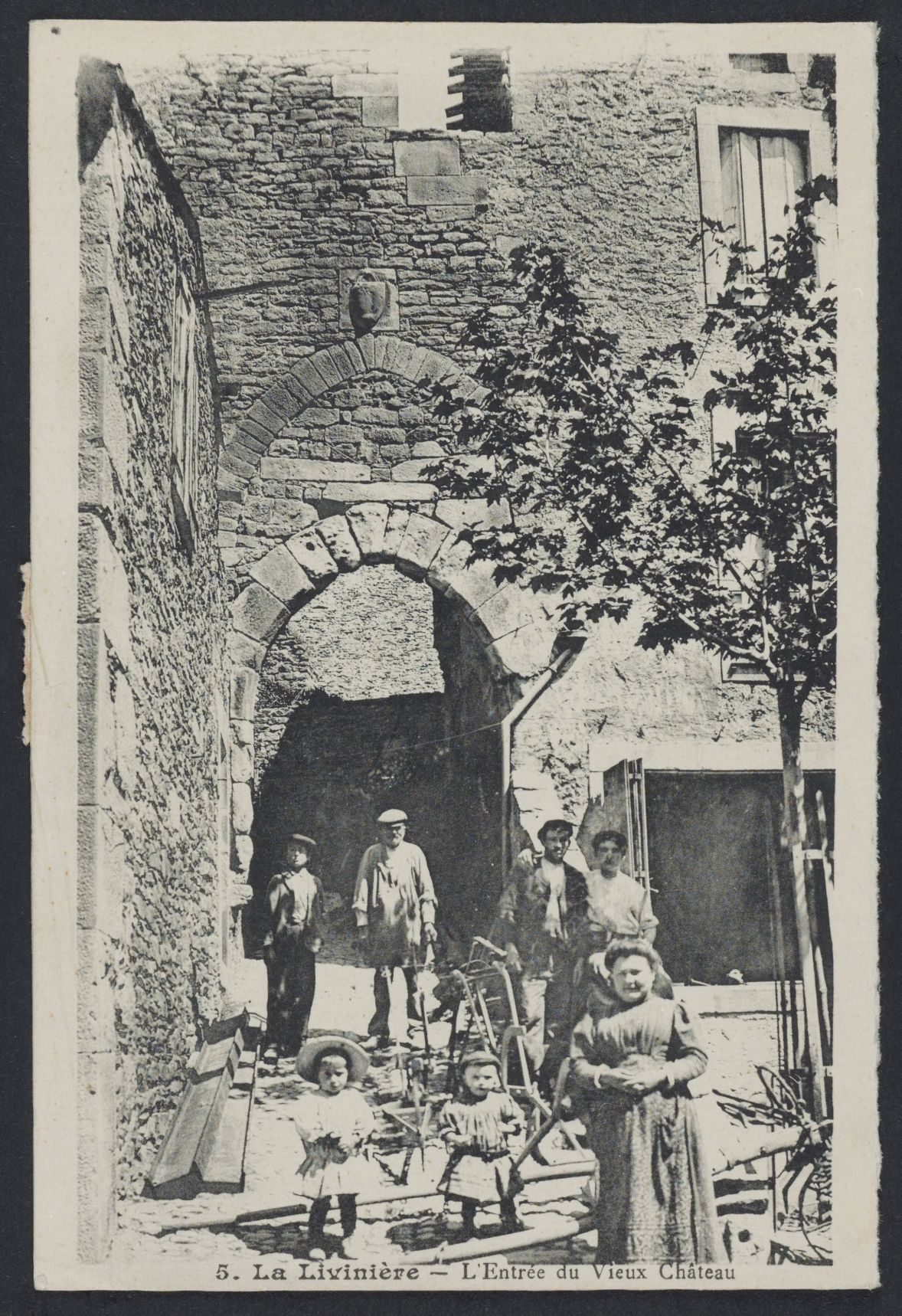
Carte postale de l'entrée du vieux château (1909).

### Personnalités liées à la commune
- Guillaume de La Jugie (1317-1374), cardinal-prêtre au titre de Saint-Clément ;
- Nicolas de La Jugie (v.1315-1376), seigneur de La Livinière, de Ferrals-les-Corbières et de Liviers en Vivarais.

### Héraldique
|  | Les armoiries de La Livinière se blasonnent ainsi : d'azur à la lettre L capitale d'or. |